# 17 décembre 1963
Le mardi 17 décembre 1963 est le 351e jour de l'année 1963.

## Naissances
- Jón Kalman Stefánsson, écrivain islandais
- Jesús Labrador Encinas, homme politique espagnol
- Johannes Hürter, historien allemand
- Jukka Rautakorpi, joueur de hockey sur glace finlandais
- Justin Favrod, historien et journaliste suisse
- Martin Tom Dieck, auteur de bande dessinée allemand
- Meherzia Labidi Maïza, femme politique tunisienne, traductrice-interprète de profession
- Natacha Muller, actrice française
- Olivier Leurent, magistrat français
- Pierre Lavoie, triathlonien québécois
- Richard Fournaux, politicien belge

## Décès
- Galatée Kazantzaki (née en 1881), auteure grecque
- Marguerite Caetani (née le 24 juin 1880), journaliste américaine
- William Foster (né le 10 juillet 1890), nageur britannique, né en 1890